# Ja'far ibn Muhammad al-Hasani
Ja'far ibn Muhammad ibn Husayn al-Hasani est chérif de La Mecque de la fin des années 960 au début des années 970, et le premier émir appartenant à la dynastie Musawide des Hachémites.
C'est un Hassanide, descendant de la neuvième génération de Al-Hassan ibn Ali.  Selon Ibn Khaldoun, Ja'far vient de Médine et conquiert La Mecque. Il ordonne la khutba au nom du calife fatimide al-Mu'izz après que ce dernier a conquis l'Égypte en 969. Bien que la date à laquelle Ja'far conquiert La Mecque ne soit pas connue, Ibn Hazm écrit que c'est sous le règne des Ikhchidides en Égypte. Al-Fasi le réduit aux années 356-358 AH (967-969), puisque l'influence des Ikhchidides dans le Hedjaz diminue après la mort d'Abu al-Misk Kafur. Cependant, il reconnaît que cela est contredit par certaines chroniques qui indiquent que Ja'far fait prononcer le nom de Kafur dans la khutbah. 
Les sources fournissent différentes dates pour l'année au cours de laquelle Ja'far capture La Mecque : les années 967, 968, 969 et toute la période 951-961 sont mentionnées. Ja'far fonde une longue lignée de chérifs de La Mecque, qui dure jusqu'à leur renversement par les Saoudiens en 1925.  La lignée de Ja'afar, la dynastie Jafaride, se termine avec Shukr ibn Abi'l-Futuh en 1061. Médine, d'autre part, est fréquemment contrôlée par les Husaynides.  